# Jean-Pierre Hansen
Jean-Pierre Hansen (* 3. prosince 1957) je bývalý francouzský zápasník–judista.

## Sportovní kariéra
S judem začínal v Piennes. Od roku 1980 se připravoval v Paříži v klubu Racing Club de France. V širším výběru francouzské reprezentace se pohyboval od roku 1977 v pololehké váze do 65 kg. V roce 1987 nahradil na pozici reprezentační jedničky Marca Alexandra, ale své pozice udržel pouze jednu sezonu. V roce 1988 ho o olympijskou nominaci na olympijské hry v Soulu připravil talentovaný Bruno Carabetta. Sportovní kariéru ukončil v roce 1990. Věnuje se trenérské práci.